# Anastasya Paramzina
Anastasya Paramzina (rus: Анастасия Владимировна Парамзина; nascuda el 30 de maig de 1998) és una jugadora d'escacs russa. Va rebre el títol de Gran Mestra Femenina (WGM) el 2017.

## Resultats destacats en competició
Anastasya Paramzina va estudiar escacs a Moscou. Paramzina va representar repetidament Rússia als Campionats d'Escacs Juvenils d'Europa i als Campionats Mundials d'Escacs Juvenils en diferents grups d'edat, on va aconseguir el millor resultat el 2012 a Praga quan va guanyar una medalla de plata en el grup d'edat femení sub-14. El 2013, Paramzina va jugar amb Rússia al Campionat Europeu d'escacs per equips femení sub-18. El 2017, al Campionat Mundial Femení Sub-20 va quedar segona, només per darrere de la guanyadora Zhansaya Abdumalik.
L'any 2017, a Riga va participar al Campionat d'Europa individual femení d'escacs. El setembre de 2020, va guanyar el Campionat d'escacs femení de la ciutat de Moscou.